# Джованні Дельфіно

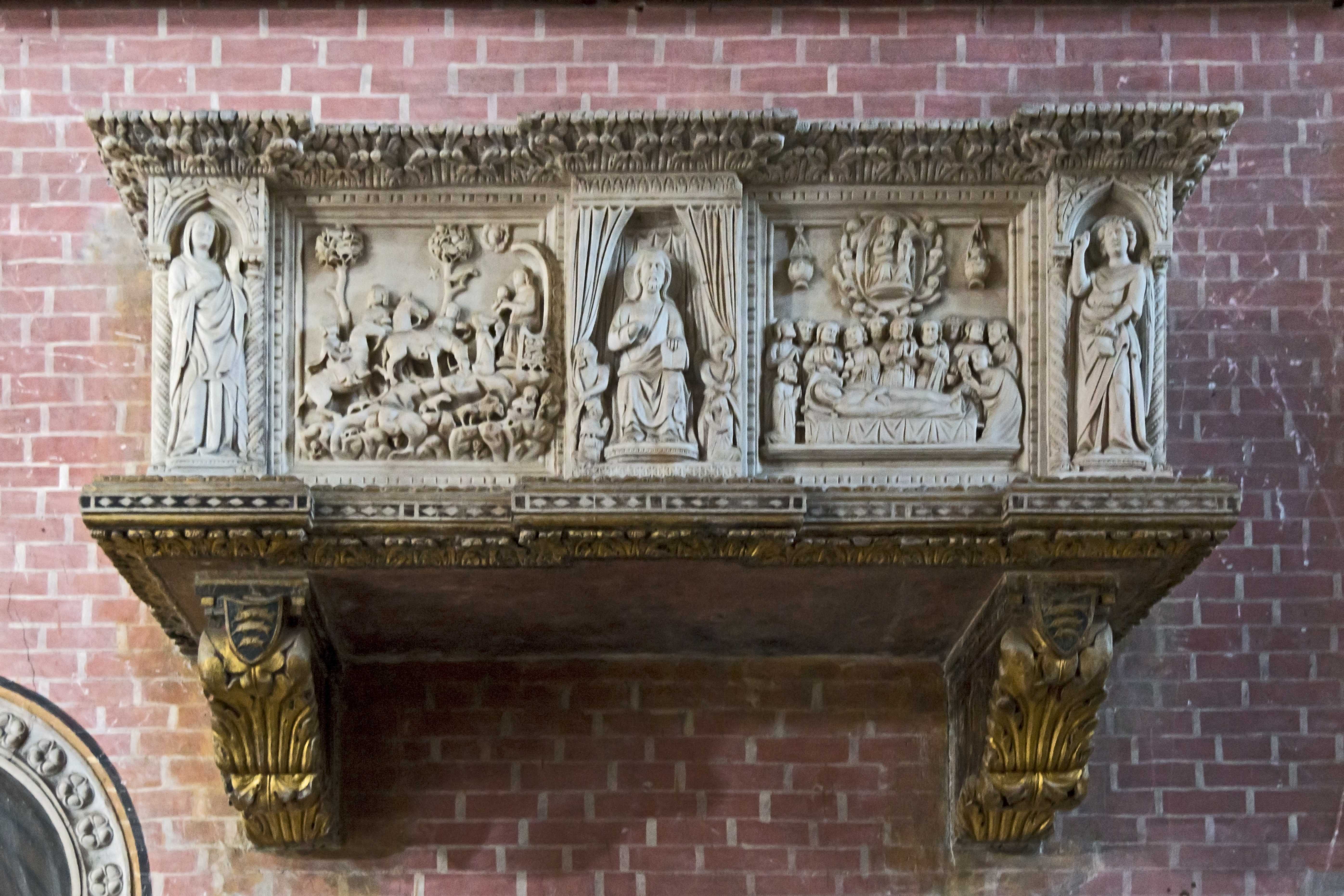
Монумент дожа Джованні Дельфіно в соборі Санті-Джованні е Паоло

Джованні Дельфіно (італ. Giovanni Delfino) — 57-й венеційський дож у 1356—1361 роках.

## Біографія
Належав до стародавнього патриціанського роду. Син Бенедетто Дельфіно, одного з найбагатших громадян свого часу, прокуратора Святого Марка.
1329 року як член Ради сорока брав участь в обранні дожа Франческо Дандоло. У 1345 році його було обрано суддею з розгляду петицій. Того ж року він став членом Ради сорока для встановлення військового фінансування, яке мало використовуватися для істрійських залог венеційців.  1348 року брав участь у військовій каральній кампанії проти Каподістрії. 
1350 року призначено ректором (намісником) Валле. 25 квітня 1350 року його було обрано вищим прокуратором Святого Марка. У липні він був одним із «трьох мудреців» (старших радників) в Істрії, маючи завдання контролювати пересування австрійського герцога Альбрехта II у Фріулі. Невдовзі стає також проведитором (військовим комісар з фінансовими повноваженнями) у Тревізо. За цим рушив до о.Тенедос, готуючись до війни з Генуезькою республікою.
У 1351 році він вирушив з невеликим флотом на чолі з Нікколо Пізані як посол до візантійського імператора Іоанна VI Кантакузина, з яким ратифікував договір, спрямований проти Генуї. Брав участь у війні з Генуєю.  Між 1353 і 1354 роками він зустрівся в Падуї, Вероні та Мантуї, намагаючись утворити лігу проти Генуезької республіки. 1354 року призначається губернатором для контролю нижньої течії річки По, зберігаючи посаду проведитора Тревізо.
Змінив на посаді дожа свого швагера Джованні Граденіго 13 серпня 1356 року. В цей час тривала війна з угорським королем Людовиком I, що облягав Тревізо. Дельфіно був очільником захисту останнього, довідавшись про своє обрання зміг прорватися до Венеції. Також на той час страждав від сильної катаракти правого ока.
Незважаючи на спроби виправити ситуацію зазнав поразки у битві біля Нервези 18 лютого 1358 року дож вимушений був укласти мирний договір, за якою погодився на втрату Далмації з містами Зара та Спліт, також Рагуза стала самостійною, але венеційці зберегли свою морську перевагу в Адріатичному морі, оскільки король Угорщини погодився не будувати власний флот. При цьому союзник останнього, Франческо I да Каррара, сеньйор Падуї, почав загрожувати венеціанській торгівлі на річці Брента та змусила 1359 року Республіку погодитися на розширення падуанських володінь до річки По, де Каррара звів фортеці біля річок Брента та Баккільйоне. Також папа римський Інокентій VI заборонив торгівлю з Мамлюцьким султанатом. Ці події спровокували економічну кризу у Венеції. Також не вдалося юридично закріпити венеційське володінням Тревізо, оскільки імператор Карл IV висунув занадто високі вимоги.
Разом з тим 1358 року було укладено договір з ординським ханом Бердібеком щодо відновлення венеційської факторії у Тані з зобов'язанням сплачувати тамгу (податок з проданого краму) у 5% та компенсувати піратські напади на ординських купців у Чорному морі в розмірі 20 тис. золотих дукатів. Перемовини стосовно цього почалися ще за попереднього дожа з Джанібеком. Того ж року венеційці отримали від кримського улусбека Кутлуг-Тимура права заходу торгівельних суден та землі біля Сугдеї і Каліеру. Разом з тим венеційські торгівці, що торгували в Солхаті, стали сплачувати тамгу у 3%. Сам дож у 1359 році мав листування з ханшею Тайдулою щодо фінансових та комерційних питань. Разом з тим ці домовленості фактично втратили вагу через початок у 1360 році боротьбі за владу в Орді.
У 1359 році було утворено союз з Морейським деспотатом, Ахейським князівством та госпітальєрами задля боротьби проти турецьких піратів, що діяли у Егейському морі. Вже того ж року у морській битві біля Мегари піратам було завдано нищівної поразки.
1360 року місто, Істрію та Фріулі охопила епідемія чуми. Дож надсилав консулам в Тані накази використовувати складнощі ординських ханів задля торгівельних пільг. 1361 року вдалося домогтися зниження тамги з 5% до 4%.
Помер у 1361 році та був похований у базиліці Сан-Джованні-е-Паоло. Став першим дожем, якому влаштували урочистий похорон. Його гробницю прикрашає кам'яна робота скульптора Андреа да Сан Феліче. На початку XVIII ст. його гробницю перенесли до бічної каплиці, щоб звільнити місце для гробниці дожа Андреа Вендраміна.